# Acer yinkunii
Acer yinkunii é uma espécie de árvore do gênero Acer, pertencente à família Aceraceae.